# BuenAgente
BuenAgente es una serie de televisión española que fue producida por Globomedia y emitida por La Sexta. Protagonizada por Antonio Molero y Malena Alterio, la serie emitió sus dos temporadas entre el 5 de mayo de 2011 y el 2 de diciembre del mismo año. El 17 de abril de 2013, la serie comenzó a reponerse semanalmente en Antena 3, siendo emitida en horario late night tras el estreno de la segunda temporada de Con el culo al aire, con buenos registros de audiencia (15%).

## Medios de difusión
La Sexta
Estrenos capítulos.
Antena 3
Reposiciones.
Atreseries
Reposiciones.

## Argumento
Sebas (Antonio Molero) es un policía local que está felizmente casado con Lola (Malena Alterio), madre de sus hijos Nata (Andrea Ros) y Alex (Nacho Montes). Todo cambia cuando descubre que le ha sido infiel con su mejor amigo Agus (Arturo Valls). Será así como el policía decida mudarse con las dos vecinas de enfrente y poder pasar más tiempo con sus hijos adolescentes. Poco a poco, Sebas irá aprendiendo a convivir con dos amigas tan distintas como Olivia (Carmen Ruiz) y Ana (Patricia Montero), además de ver como su antiguo cuñado Teo (Raúl Fernández) continúa viviendo con su madre (Itziar Lazkano) y como los padrinos de sus hijos Pascual (Juan Antonio Lumbreras) y Charo (María Isasi) regentan el bar y la farmacia del barrio, respectivamente. Por si fuera poco, la comisaría recibirá a dos nuevos miembros: Jorge (Adrián Lastra) como compañero de Sebas y una inexperta policía (Patricia Conde).

## Personajes

### Principales
- Antonio Molero es Sebas (capítulos 1 - 19)
- Malena Alterio es Lola (capítulos 1 - 19)
- Arturo Valls es Agus (capítulos 1 - 19)
- Carmen Ruiz es Olivia (capítulos 1- 19)
- Patricia Montero es Ana (capítulos 1 - 19)
- Raúl Fernández es Teo (capítulos 1 - 11)
- Itziar Lazkano es Casilda (capítulos 1 - 13)
- Juan Antonio Lumbreras es Pascual (capítulos 1 - 13)
- María Isasi es Charo (capítulos 1 - 13)
- Andrea Ros es Natalia (capítulos 1 - 19)
- Nacho Montes es Alex (capítulos 1 - 13)
- Adrián Lastra es Jorge (capítulos 6 - 19)
- Patricia Conde es Paula (capítulos 14 - 19)
- Luis Varela es Jesús Cobo, subdirector de la comisaría (colaboración especial, capítulos 14 - 15, 18 - 19)

### Invitados especiales
- Patricia Conde como Susana (capítulo 4).
- Font García (capítulo 1, 19).
- David Amor (capítulo 1).
- Miguel Barberá (capítulo 3).
- Vicente Bergara (capítulo 3 - 4, 6, 12).
- Alberto Maneiro como Mario (capítulo 4 - 5).
- Alejandro Villazán (capítulo 6).
- El Gran Wyoming como él mismo.
- Beatriz Montañez como ella misma.
- Jaime Blanch es el padre de Sebas (capítulo 12)
- Dulcinea Juárez es Marta Vicente (capítulo 12)
- Mariam Hernández (capítulo 13)
- Cristina Peña (capítulo 16)
- Luisber Santiago (capítulo 17)
- Eduardo Mayo (capítulo 17)
- Fernando Gil como Charlie, hermano de Agus (capítulo 18)
- Lara Dibildos como ella misma (capítulo 18)

## Episodios y audiencias
| Temporada | Temporada | Episodios | Estreno                 | Final                  | Audiencia    | Audiencia | Audiencia |
| Temporada | Temporada | Episodios | Estreno                 | Final                  | Espectadores | Cuota     |           |
| --------- | --------- | --------- | ----------------------- | ---------------------- | ------------ | --------- | --------- |
|           | 1         | 8         | 5 de mayo de 2011       | 20 de junio de 2011    | 1 205 000    | 6,6%      |           |
|           | 2         | 11        | 7 de septiembre de 2011 | 2 de diciembre de 2011 | 914 000      | 5,6%      |           |
| Total     | Total     | 19        | 2011                    | 2011                   | 1 060 000    | 6,1%      |           |

### Primera temporada: 2011
| Serie # | Temporada # | Título                    | Fecha de emisión    | Espectadores | Cuota |
| ------- | ----------- | ------------------------- | ------------------- | ------------ | ----- |
| 1       | 1           | «Piloto»                  | 5 de mayo de 2011   | 1 853 000    | 9,2%  |
| 2       | 2           | «El inquilino»            | 12 de mayo de 2011  | 1 533 000    | 7,6%  |
| 3       | 3           | «Una cena para tres»      | 22 de mayo de 2011  | 881 000      | 5,1%  |
| 4       | 4           | «Los celos»               | 29 de mayo de 2011  | 1 189 000    | 7,0%  |
| 5       | 5           | «El hombre de sus sueños» | 5 de junio de 2011  | 947 000      | 5,3%  |
| 6       | 6           | «La mejor compañía»       | 13 de junio de 2011 | 1 108 000    | 5,9%  |
| 7       | 7           | «La competencia»          | 13 de junio de 2011 | 1 059 000    | 7,2%  |
| 8       | 8           | «Son cosas del amor»      | 20 de junio de 2011 | 1 073 000    | 5,7%  |

### Segunda temporada: 2011
| Serie # | Temporada # | Título                                             | Fecha de emisión         | Espectadores | Cuota |
| ------- | ----------- | -------------------------------------------------- | ------------------------ | ------------ | ----- |
| 9       | 1           | «Cambios vitales»                                  | 7 de septiembre de 2011  | 962 000      | 5,9%  |
| 10      | 2           | «Lola está celosa»                                 | 14 de septiembre de 2011 | 1 165 000    | 6,6%  |
| 11      | 3           | «El agobio»                                        | 28 de septiembre de 2011 | 826 000      | 4,3%  |
| 12      | 4           | «El padre de Sebas»                                | 14 de octubre de 2011    | 762 000      | 4,9%  |
| 13      | 5           | «El amor mueve barreras y la dierra apesta a Agus» | 21 de octubre de 2011    | 872 000      | 4,8%  |
| 14      | 6           | «Cinco meses y cuatro días después...»             | 28 de octubre de 2011    | 1 009 000    | 6,9%  |
| 15      | 7           | «En la cola del paro»                              | 4 de noviembre de 2011   | 972 000      | 5,8%  |
| 16      | 8           | «La sospecha»                                      | 11 de noviembre de 2011  | 874 000      | 5,1%  |
| 17      | 9           | «Menos porras y más porros»                        | 18 de noviembre de 2011  | 833 000      | 4,8%  |
| 18      | 10          | «Los ángeles de Charlie»                           | 25 de noviembre de 2011  | 781 000      | 4,6%  |
| 19      | 11          | «El buen agente»                                   | 2 de diciembre de 2011   | 1 002 000    | 7,9%  |